# Vallée de Baliem
La vallée de Baliem ou vallée de Balim est une vallée des monts Maoke situés dans la province indonésienne de Papouasie des hautes terres.
Longue d'environ 80 kilomètres pour une largeur d'environ vingt kilomètres, son altitude moyenne est d'environ mille mètres.
Elle est essentiellement peuplée par des Papous de l'ethnie des Danis. La principale ville de la vallée est Wamena.

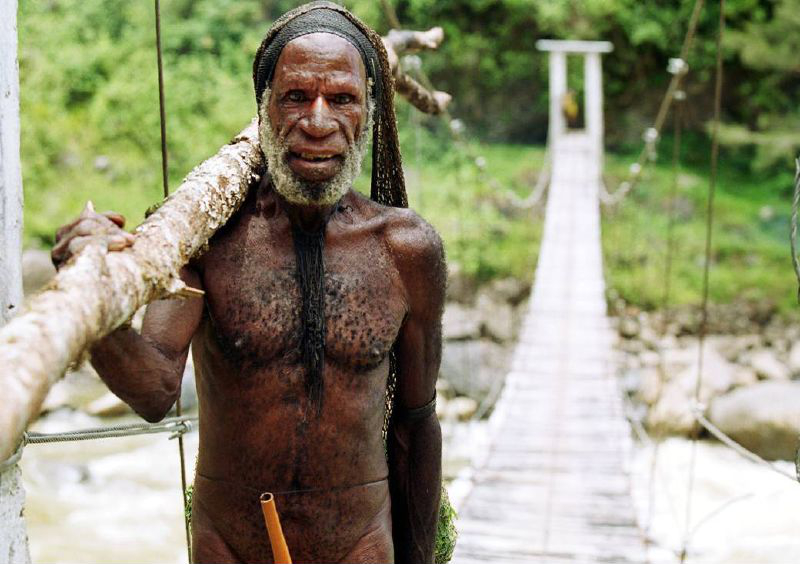
Homme de l'ethnie des Danis qui vivent dans la vallée de Baliem.